# Nyctibora borellii
Nyctibora borellii es una especie de cucaracha del género Nyctibora, familia Ectobiidae. Fue descrita científicamente por Giglio-Tos en 1897.
Habita en Bolivia.